# Cockburn
Cockburn (The City of Cockburn) – miasto wchodzące w skład aglomeracji Perth, jedno z największych miast w stanie Australia Zachodnia, położone na wybrzeżu Oceanu Indyjskiego.

## Geografia

### Położenie geograficzne
Miasto położone jest w południowo-zachodniej części stanu Australia Zachodnia, w odległości ok. 22 km od Perth, stolicy stanu, i 8 km na południe od Fremantle.

### Organizacja miejska
Miasto podzielone jest na 3 jednostki administracyjne, które w sumie składają się z 20 dzielnic:
| 1. West Ward: - Coogee - Spearwood - Hamilton HillAtwell | 2. Central Ward: - Coolbellup - Bibra Lake - Yangebup - Beeliar - Munster - Henderson - Wattleup | 3. East Ward: - North Lake - Bibra Lake - Leeming - South Lake - Jandakot - Success - Atwell - Banjup - Aubin Grove - Hammond ParkHenderson |

## Historia
Nazwa została nadana w 1827 roku przez kapitana Jamesa Stirlinga, prawdopodobnie na cześć brytyjskiego admirała George'a Cockburna (1772-1853), który dowodził ekspedycją zesłania Napoleona I na Wyspę Świętej Heleny, po bitwie pod Waterloo w 1815 r.

## Miasta partnerskie
- Mobile, USA  od 28 września 2005
- Split, Chorwacja  od 6 lipca 1998
- Yueyang, Chiny1788 od 28 listopada 1998